# アムル人
アムル人（英: Amorite）とは、主に紀元前2千年紀前半に中東各地で権力を握った諸部族の名称。アッカド語ではアムル（Amurrū）、シュメール語ではマルトゥ（mar.tu）と呼ばれる。旧約聖書にはアモリ人もしくはエモリ人の名で登場し、彼らはハムの子であるカナンの子でありカナンの諸部族の一つとされる。なお、アラム人と混同されることが多いが、全く別ものである。

## 言語
アムル語はアフロ・アジア語族の北西セム語に分類される。
彼らはウル第3王朝の後継者という意識を強く持ち、シュメール的な宗教観・王権観を強く受け継いだ。そのためアムル人によって建てられたイシン第1王朝などでは碑文や法典などほぼ全てがシュメール語によって書かれた。その後も彼らは行政語その他にほぼシュメール語やアッカド語を用いたため、アムル語の記録はあまり残されていない。

## 歴史

### 起源
アムル人を示すアッカド語の「アムル」やシュメール語の「マルトゥ」は元来メソポタミアの西の地域を指す地名であり、そこから二次的に西の方角をアムルもしくはマルトゥと呼ぶようになった。それが転じ、メソポタミアから見て西方に位置するシリア地方のビシュリ山周辺を中心に遊牧民として生活していた人々をアムルもしくはマルトゥと呼ぶようになったとされる。
アムル系と見られる人名はウル第3王朝時代から記録に登場し、傭兵等様々な形でメソポタミア社会に入り込んでいた。ウル第3王朝の後半には多数のアムル人が都市部を含むメソポタミア周辺地域へと定住していき、同王朝は度重なるアムル系部族の侵入に対して城壁の建造や撃退のための遠征を行っている。シュメール人達の記録にはしばしば野蛮人として記録される。あるシュメール語の碑文には以下のように記述される。
マルトゥの手は破壊的であり、その特徴は猿のものである。…敬意を表す事を知らず、神殿を憎悪する…麦を知らず、家も町も知らぬ山の住人であり、神域の丘でキノコを掘り起こし、膝を曲げること（耕作）を知らず、生涯家に住むこともなく、死者を埋葬する事も知らない。…
彼らとの戦いはウル第3王朝衰退の一因ともなったが、一方で傭兵や労働者、更には役人としてメソポタミア全域に浸透していった。ウル第3王朝の末期にはウルの上級の役人にもアムル人が採用されていた。紀元前2千年紀に入ると、メソポタミア各地でアムル系の王朝が成立した。

### アムル系王朝の時代
ウル第3王朝滅亡後にメソポタミア各地に成立したイシン、ラルサ、バビロン、マリ等の諸王朝はいずれもアムル系の人々によって成立した。ただし、アムル人が統一した政治集団として活動を起こしたわけではない。彼らは互いに覇権を争う競合関係にあった。
アムル人が具体的にどのような経過を辿って権力を握ったのかについて正確にわかる事は少ない。確実にいえる事は、ウル第3王朝の滅亡以後、メソポタミアで権力を握ったほとんど全ての王達がアムル系であった事である。アムル人の中でも有名な人物にはアッシリアのシャムシ・アダド1世やバビロンのハンムラビがおり、ハンムラビは自らを「アムルの王」と称した。ハンムラビ法典で知られる「目には目を、歯には歯を」の同害復讐原理はアムル人の習俗から導入されたという説が有力である。
これらの王がアムル人より輩出されて以降もアムル人のメソポタミアへの流入は続きメソポタミアにおけるアムル人の割合は増加した。しかしながら、総じてアムル人の浸透はシュメール・アッカド以来の王権、宗教観に決定的な影響は与えず、むしろアムル人達はシュメール・アッカドの文明を受け入れ同化していく事になる。バビロニアやアッシリアに移住したグループは紀元前17世紀頃までに現地人と同化してアムル系である事は意味を持たなくなった。しかし、シリア地方に残ったグループは紀元前12世紀頃まで記録に残っている。

### アムル王国
紀元前15世紀末、レバノン北部に位置する歴史的シリア内部の山岳地域においてアブディ・アシルタを王とするアムル王国が建国された。遊牧民を主体とするアムル王国は海岸に位置する近隣諸都市からの逃亡者を受け入れることで軍を強化し、内陸部に位置する諸都市へと拡張した。アブディ・アシルタ死後の混乱期を越えて王国を取りまとめたアジルの時代になると、アムル王国は当時超大国であったエジプトとヒッタイトに挟まれた緩衝国家として両国からの重圧を強く受けるようになり、最終的にヒッタイトの従属国となった。その後、紀元前13世紀末までヒッタイトへの従属が続きながらも独立した王国として存続していたが、前1200年のカタストロフによる社会の混乱でアムル人の独立国家は消滅した。

## アムルの父
各地で支配権を獲得したアムル人の族長達は「アムルの父」と言う称号を用いた。これはアムル人が元来、家父長権的な王権概念を持っていた事によって成立した称号と思われ、シュメール・アッカド式の王権概念を受け入れた後も長く称号の一つとして使用された。

## アムル人の部族

### ディドニム族
ウル第3王朝時代にたびたびアッカド地方に侵入した部族。同王朝が作った城壁にはこの部族の名前がつけられており、同王朝にとって当時の主要な外敵であったと考えられる。

### ハナ族
マリ北西部を拠点としたこの部族は、メソポタミア各地でその勢力を振るった有力部族であり、ハンムラビやシャムシ・アダド1世の出身部族であった。シャムシ・アダド1世が編纂させたアッシリア王名表のうちアムル名を持つ王は、バビロン第1王朝の系譜と重複が著しいことが知られている。また、同じくハナ族出身のヤギド・リムとその子ヤフドゥン・リムはマリの支配権を確保し、その王位を得ていた。ヤフドゥン・リムはその称号の中に「ハナの地の王」を入れている。またアッシリアやマリでは彼らは宮廷の使用人や傭兵として動員されている。

### ヤミナ族
ビヌ・ヤミナと呼ばれていたこの部族は複数部族の連合として成立した。ウル第3王朝の末期以降、メソポタミア全域やパレスチナ近辺など各地に移住して勢力を振るった。

### ラバユー族
ヤミナ族と密接な関係を持っていたこの部族はシャムシ・アダド1世の時代、アッシリアの同盟者としてその遠征に参加した。